# Grandi marche associate
Il Gruppo Grandi Marche Associate era un'azienda dei fratelli Dalle Molle – Amedeo, Angelo e Mario – proprietari fin dal 1935 della G.B. Pezziol di Padova, azienda produttrice del VOV, storico liquore allo zabaione.

## Storia aziendale
Il Gruppo Grandi Marche Associate S.a.s. fu costituito il 21 settembre del 1955 dai fratelli Dalle Molle: alla fine del 1961 erano confluite nel gruppo ben cinque note aziende del settore liquoristico nazionale: oltre alla G. B. Pezziol (di proprietà dei Dalle Molle fin dal 1935), infatti, entrarono a far parte dell'Azienda anche la Senatore Francesco Tenerelli di Catania, la Scala Vini Fini Ditte Riunite Scala Pasquale di Napoli, la rinomata Luigi Sarti & Figli S.p.a. di Bologna e la Freund Ballor & C. di Torino.
La G.B. Pezziol è rimasta nella storia per la produzione del VOV e del Cynar, la Sarti per il Biancosarti e la Tenerelli per il brandy. Pur conservando il marchio originale, il Gruppo Grandi Marche Associate ammodernò la produzione di vini dell'azienda napoletana Scala Vini Fini Ditte Riunite di Scala Pasquale fino a quando ne fu proprietaria (1979).
Nel 1963 il Gruppo acquisì anche il marchio Chinol, fondato nel 1921 da Giovanni Dalle Molle – padre di Amedeo, Angelo e Mario –  e passato alla famiglia Malvezzi nel dopoguerra. Il Gruppo lo produsse fino agli anni Settanta, per poi cederlo alla Sipla di Campodarsego (PD), un'azienda fondata nel 1965 dall'ex responsabile di produzione del Gruppo Grandi Marche Associate Rino Dondi Pinton.
Fin dalla sua costituzione (1955) il Gruppo Grandi Marche Associate ebbe un ruolo di prevalenza sia nel mercato liquoristico nazionale che in quello internazionale: svariate compartecipazioni portano infatti alla fondazione del Gruppo Grandi Marche Europee e del Gruppo Grandi Marche Internazionali, entrambi frutto della collaborazione con le francesi Pernod e Garnier di Parigi, Vieille Cure di Bordeaux, Rocher e Verveine di Velay e Sisca di Digione.
Con la scomparsa di Amedeo Dalle Molle (1971) e con l'insorgere di problematiche familiari che conducono alla scissione delle quote societarie, agli inizi degli anni Ottanta Angelo e Mario Dalle Molle cedono il Gruppo Grandi marche Associate all'olandese Ervin Lucas Bols con la quale persisteva una solida collaborazione.